# Lake City (Colorado)
Lake City é uma cidade  localizada no estado americano do Colorado, no Condado de Hinsdale.

## Demografia
Segundo o censo americano de 2000, a sua população era de 375 habitantes.
Em 2006, foi estimada uma população de 383, um aumento de 8 (2.1%).

## Geografia
De acordo com o United States Census Bureau tem uma área de
2,2 km², dos quais 2,2 km² cobertos por terra e 0,0 km² cobertos por água.

## Localidades na vizinhança
O diagrama seguinte representa as localidades num raio de 48 km ao redor de Lake City.